# Serguei Tresxov
Serguei Ievguénievitx Tresxov (Сергей Евгеньевич Трещёв) (nascut el 18 d'agost de 1958) va ser cosmonauta de la RSC Energia. va estar 184 dies a l'espai com a enginyer de vol de l'Estació Espacial Internacional en la tripulació de llarga duració de l'Expedició 5. Durant la missió, Tresxov també va realitzar un passeig espacial.